# MCU
MCU (англ. Mitochondrial calcium uniporter) – білок, який кодується однойменним геном, розташованим у людей на 10-й хромосомі. Довжина поліпептидного ланцюга білка становить 351 амінокислот, а молекулярна маса — 39 867.
| 10         |  | 20         |  | 30         |  | 40         |  | 50         |
| ---------- |  | ---------- |  | ---------- |  | ---------- |  | ---------- |
| MAAAAGRSLL |  | LLLSSRGGGG |  | GGAGGCGALT |  | AGCFPGLGVS |  | RHRQQQHHRT |
| VHQRIASWQN |  | LGAVYCSTVV |  | PSDDVTVVYQ |  | NGLPVISVRL |  | PSRRERCQFT |
| LKPISDSVGV |  | FLRQLQEEDR |  | GIDRVAIYSP |  | DGVRVAASTG |  | IDLLLLDDFK |
| LVINDLTYHV |  | RPPKRDLLSH |  | ENAATLNDVK |  | TLVQQLYTTL |  | CIEQHQLNKE |
| RELIERLEDL |  | KEQLAPLEKV |  | RIEISRKAEK |  | RTTLVLWGGL |  | AYMATQFGIL |
| ARLTWWEYSW |  | DIMEPVTYFI |  | TYGSAMAMYA |  | YFVMTRQEYV |  | YPEARDRQYL |
| LFFHKGAKKS |  | RFDLEKYNQL |  | KDAIAQAEMD |  | LKRLRDPLQV |  | HLPLRQIGEK |
| D          |  |            |  |            |  |            |  |            |

A: Аланін

C: Цистеїн

D: Аспарагінова кислота

E: Глутамінова кислота

F: Фенілаланін

G: Гліцин

H: Гістидин

I: Ізолейцин

K: Лізин

L: Лейцин

M: Метіонін

N: Аспарагін

P: Пролін

Q: Глутамін

R: Аргінін

S: Серин

T: Треонін

V: Валін

W: Триптофан

Кодований геном білок за функціями належить до іонних каналів, фосфопротеїнів. 
Задіяний у таких біологічних процесах, як транспорт іонів, транспорт, транспорт кальцію, ацетилювання, альтернативний сплайсинг. 
Білок має сайт для зв'язування з іоном кальцію. 
Локалізований у мембрані, мітохондрії, внутрішній мембрані мітохондрії.